# Kania bramińska
Kania bramińska (Haliastur indus) – gatunek średniej wielkości ptaka szponiastego z rodziny jastrzębiowatych (Accipitridae). Zasiedla południową i południowo-wschodnią Azję oraz Australazję.

## Podgatunki i zasięg występowania
W czterech podgatunkach zasiedla południową i południowo-wschodnią Azję oraz Australazję. Występuje od Pakistanu, Indii, Nepalu i Sri Lanki przez Bangladesz, Mjanmę, Tajlandię, Kambodżę, Laos, Wietnam, południowo-wschodnie Chiny, Tajwan, Filipiny, Malezję, Singapur i Indonezję po Papuę-Nową Gwineę (z wyjątkiem centralnej jej części), Wyspy Salomona oraz północno-zachodnią, północną i wschodnią Australię (z wyjątkiem interioru).
Wyróżnia się cztery podgatunki H. indus:
- H. i. indus (Boddaert, 1783) – Pakistan, Indie i Sri Lanka do południowo-wschodnich Chin i Wietnamu
- H. i. intermedius Blyth, 1865 – Półwysep Malajski, Wielkie i Małe Wyspy Sundajskie, Filipiny i Celebes
- H. i. girrenera (Vieillot, 1822) – Moluki, Nowa Gwinea, Archipelag Bismarcka i Australia
- H. i. flavirostris Condon & Amadon, 1954 – Wyspy Salomona

## Morfologia
Długość ciała waha się między 45 a 51 cm, rozpiętość skrzydeł od 109 do 124 cm. Masa ciała wynosi 320–670 g. Głowa, kark oraz pierś białe z ciemnymi stosinami. Dziób szaroniebieski, jasny. Grzbiet, skrzydła, kuper i brzuch rudobrązowe; brzuch może być upierzony podobnie do piersi. Lotki I rzędu ciemnoszare. Nogi i stopy żółte.

## Ekologia i zachowanie
Środowisko
Namorzyny, tereny podmokłe, bagna oraz wybrzeża.
Zachowanie
Odzywa się miauczącym kijeeew. Zazwyczaj milczy. Żywi się zróżnicowanym pokarmem zwierzęcym; zjada zarówno ssaki, gady i ptaki, jak i płazy, ryby, stawonogi oraz skorupiaki. Może zjadać padlinę, w tym zwierząt zabitych na drogach, i polować na drób.
Lęgi
W rejonach tropikalnych wyprowadza lęgi w porze suchej, w subtropikalnych późną zimą i wiosną. Gniazdo mieści się na wysokim drzewie (2–30 m nad ziemią) w namorzynach lub na bagnach. Budulec stanowią patyki ułożone w platformę. Ma ona głębokość około 20 cm i wyściełana jest liśćmi i innymi miękkimi materiałami. W lęgu jedno lub dwa białe jaja w czerwonobrązowe plamki. Inkubacja trwa 23–35 dni, wysiaduje jedynie samica. Pisklęta są w pełni opierzone po 44–56 dniach od wyklucia. Mogą się rozmnażać w wieku dwóch lat.

## Status i zagrożenia
Międzynarodowa Unia Ochrony Przyrody (IUCN) uznaje kanię bramińską za gatunek najmniejszej troski (LC – Least Concern) nieprzerwanie od 1988 roku. W 2001 roku liczebność światowej populacji szacowano na ponad 100 tysięcy osobników. Trend liczebności populacji uznaje się za spadkowy.

## Kania bramińska w kulturze człowieka
Ten gatunek kani stanowi oficjalny symbol Dżakarty od 1995 roku.